# ورد وشوك (مسلسل تركي)
ورد وشوك (بالتركية:  Karagül)‏ (بالإنجليزية: black rose)‏، هو مسلسل تركي تيلفزيوني درامي رومانسي تم بثه على قناة فوكس التركية في 19 مارس 2013 واستمر إلى 10 يونيو 2016 بمعدل 04 مواسم و 125 حلقة
في العالم العربي تم عرض المسلسل مدبلج عربي باللهجة السورية على عدة محطات عربية ومن بينها قناة cbc و قناة نسمة (قناة) التونسية

## وصلات خارجية
- ورد وشوك على موقع IMDb (الإنجليزية)
- ورد وشوك على موقع قاعدة بيانات الأفلام العربية
- ورد وشوك على موقع كينوبويسك (الروسية)
- ورد وشوك على موقع قاعدة بيانات الفيلم (الإنجليزية)